# Mantelns folk

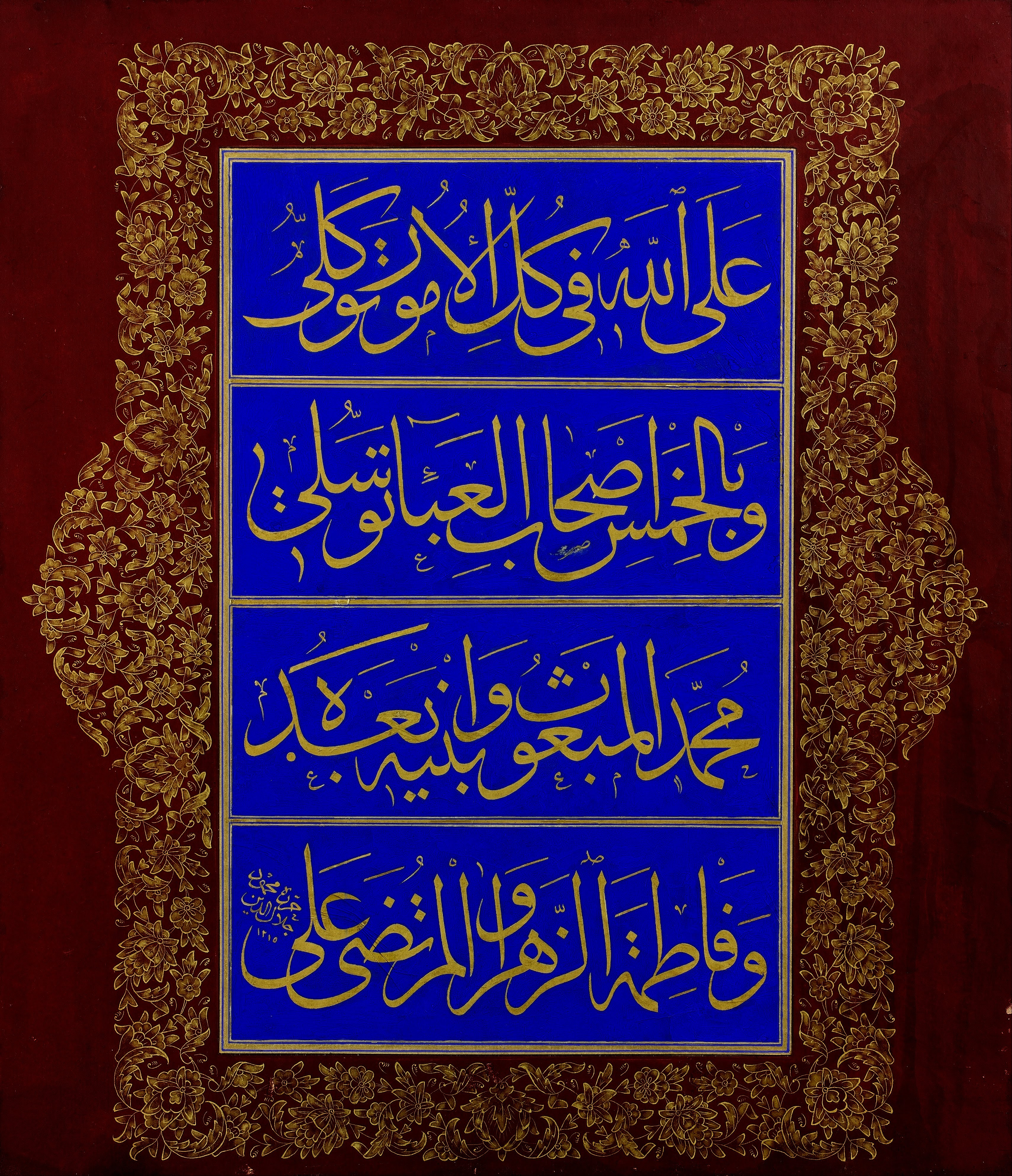
På arabiska står det ungefär: "Jag litar på Gud i alla ärenden, och jag gör tawassul till fem personer - Mantelns folk; den utsände Muhammed och hans två manliga ättlingar efter honom, och Fatima al-Zahra och Ali al-Murtada."

Mantelns folk (arabiska: أهل الكساء, translit. "Ahl al-Kisā") är den islamiske profeten Muhammed, hans dotter Fatima, hans kusin och svärson Ali och hans två sonsöner Hasan och Husayn.
Det finns en historia som återberättats i många traditioner som säger att profeten gav skydd åt sina barnbarn Hasan ibn Ali och Husayn ibn Ali, sin dotter Fatima och sin svärson Ali under sin mantel vid olika omständigheter, inklusive Mubahala. Därmed är det de fem som ges titeln Ahl al-Kisa eller Mantelns folk.